# Protopaussus
Protopaussus is een geslacht van kevers uit de familie van de loopkevers (Carabidae). De wetenschappelijke naam van het geslacht werd in 1892 gepubliceerd door Raffaello Gestro.

## Soorten
- Protopaussus almorensis Champion, 1923
- Protopaussus bakeri Heller, 1914
- Protopaussus basilewskyi Luna de Carvalho, 1967
- Protopaussus feae Gestro, 1892
- Protopaussus javanus Wasmann, 1912
- Protopaussus jeanneli Luna de Carvalho, 1967
- Protopaussus kaszabi Luna de Carvalho, 1967
- Protopaussus walkeri C.O.Waterhouse, 1897